# René Goguen
René Goguen (15 de diciembre de 1983), más conocido en el ring como René Duprée, es un luchador profesional franco-canadiense que compite en Pro Wrestling NOAH, que trabajó para la empresa de lucha, World Wrestling Entertainment (WWE) en la marca Extreme Championship Wrestling (ECW) y en Ohio Valley Wrestling (OVW).
Es el hijo del promotor de lucha, Emilie Duprée.

## Carrera

### World Wrestling Entertainment (2003-2007)

#### 2003
Luego de que varias semanas fuera mostrado en Vignette el 2003, René debutó en RAW, junto con un luchador profesional canadiense, Sylvain Grenier. El dúo fue conocido como La Résistance, y sus nacionalidades artísticas fueron las de franceses que criticaban altamente los esfuerzos de EE. UU. en la guerra contra el terrorismo.
Grenier & Duprée hicieron su primera aparición el 28 de abril de 2003 en RAW como La Résistance atacando a Scott Steiner. Steiner hizo varias comparaciones del infierno con Francia y tanto Duprée como Grenier se sintieron ofendidos.
La Résistance se enemistó con Scott Steiner & Test, quien fue obligado a ser la pareja de equipo de Steiner por Stacy Keibler. La Résistance terminó su enemistad con Steiner & Test derrotándolos en el evento, Judgment Day 2003 y ese fue el primer debut de La Résistance en un evento de pago por visión.
Durante los siguientes meses se enfeudaron con los Campeones Mundiales en Parejas Rob Van Dam & Kane, teniendo una oportunidad a los Títulos en Insurrextion, siendo derrotados. Finalmente el 15 de junio del 2003, La Résistance ganó los Campeonatos Mundiales por Pareja derrotando a Rob Van Dam & Kane en Bad Blood 2003. Duprée es reconocido como la superestrella de la WWE más joven en ganar el Campeonato Mundial por Pareja y los Campeonato por Pareja de la WWE a las edades de 19 y 20 respectivamente. Al día siguiente en RAW, Duprée & Grenier retuvieron sus Campeonatos frente a RVD & Kane luego de ganar por descalificación al ser atacados por Kane con una silla.
Luego de esto, mantuvieron un feudo con The Dudley Boyz (Bubba Ray Dudley & D-Von Dudley), derrotándoles en SummerSlam reteniendo los Títulos con ayuda de un camarógrafo, el cual resultaría ser Rob Conway. Conway como el tercer miembro de La Résistance, fue originalmente introducido como un sirviente americano siendo abusado por Sylvan Grenier y René Duprée. Cuando los Dudley Boyz vinieron a atacar a La Résistance, ellos mandaron a Conway con una bandera de EUA Una vez que los Dudley Boyz se voltearon para marcharse, Conway los atacó con la bandera. El trío empezó a cargar la bandera de Francia al lado del ring y cantando el himno nacional francés antes de sus luchas.
La Résistance perdió los Campeonatos Mundiales en Pareja con los Dudley Boyz (Bubba Ray, D-Von & Spike Dudley) en Unforgiven en una Lucha de Desventaja de 3-Contra-2 con Mesas. El trío se enemistó con varias parejas de equipo, incluyendo a los Dudley Boyz, The Hurricane & Rosey, y Garrison Cade & Mark Jindrak.
En octubre de 2003, Sylvan Grenier sufrió de una lesión en la espalda; Duprée y Rob Conway mantuvieron viva a La Résistance. Duprée desde ese entonces combatió en equipo junto a Conway, luchando en la Tag Team Turmoil Match por los Campeonatos Mundiales en Parejas en Armageddon, pero fueron eliminados por The Hurricane & Rosey.

#### 2004

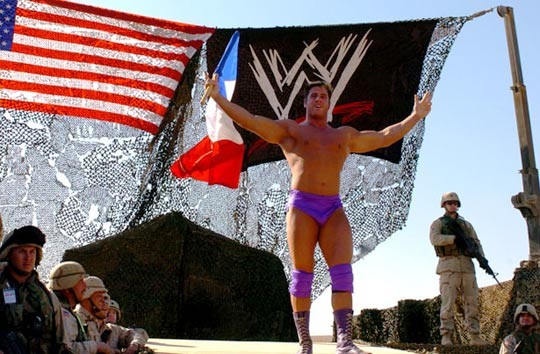
Duprée durante el Tribute to the Troops en Irak

Duprée participó en su primer Royal Rumble entrando como el número 15 y eliminando a Matt Hardy, pero posteriormente siendo eliminado por Rikishi. En WrestleMania XX, Duprée & Conway enfrentaron a Booker T & Rob Van Dam, Garrison Cade & Mark Jindrak y a The Dudley Boys por los Campeonatos Mundiales en Parejas, siendo derrotados por Booker & RVD. Luego Duprée & Conway continuaron manteniendo viva a La Résistance, hasta que Sylvain Grenier regresó en la edición de Raw del 15 de marzo de 2004. El trío desapareció cuando Duprée fue transferido a Smackdown! el 22 de marzo del 2004 durante el WWE Draft. A pesar de haber tenido que abandonar La Résistance, Duprée mantuvo la entrada musical del equipo y continuo llevando la bandera de Francia hacia al ring, además de entrar con una perrita llamada Fifí. René Duprée hizo su debut en Smackdown! derrotando a Billy Kidman el 25 de marzo. Duprée tuvo un breve talk show en SmackDown! llamado "Café de René", pero su única invitada fue Torrie Wilson, ya que el segmento fue descartado después de sólo una edición. Durante los siguientes meses Duprée entró en rivalidad con John Cena en torno al Campeonato de los Estados Unidos. El feudo inició después de un incidente que ocurrió durante su "Cafe de René" donde Cena salvó a Torrie Wilson de un ataque de Duprée, ocasionando Duprée desafiara a Cena a un combate por el título. El combate le fue concedido por el entonces SmackDown! General Mánager Kurt Angle, por lo que Duprée enfrentó por el Campeonato a Cena en Judgment Day, siendo derrotado. El 20 de mayo en SmackDown! enfrentó a Cena, ganándole por conteo fuera del ring. La siguiente semana en SmackDown! se volvió a enfrentar a Cena por el Campeonato de los Estados Unidos en un Lumberjack Match, siendo derrotado. En The Great American Bash, Duprée enfrentó a Rob Van Dam, Booker T y John Cena por el Campeonato de los Estados Unidos, pero nuevamente Cena retuvo. El 29 de julio en SmackDown participó en un combate de eliminación por el Campeonato de los Estados Unidos, pero Booker ganó. Tras no lograr ganar el Título, comenzó un feudo con Rob Van Dam. El 12 de agosto en SmackDown!, Duprée formó parte del Team Booker junto a Booker y Luther Reigns, siendo derrotados por el Team Cena (Cena, RVD y Charlie Haas). En SummerSlam, Duprée enfrentó a Van Dam en un combate de Sunday Night Heat, siendo derrotado. El 9 de septiembre en SmackDown!, Duprée & Kenzo Suzuki ganaron los Campeonatos en Parejas de la WWE al derrotar a Billy Kidman & Paul London. Desde ese entonces, Duprée & Suzuki siguieron haciendo equipo, siendo acompañados por Hiroko. Duprée mantuvo su feudo con Rob Van Dam, quién se unió a Rey Mysterio para ganar los Campeonatos en Parejas de Duprée & Suzuki. En No Mercy, Duprée & Suzuki retuvieron con éxito sus Campeonatos frente a RVD & Rey Mysterio. Después de meses de enfrentamientos entre los 2 equipos, el 9 de diciembre, Duprée & Suzuki perdieron los Campeonatos en Parejas frente a Rob Van Dam & Rey Mysterio. En Armageddon, Duprée & Suzuki enfrentaron en la revancha a RVD & Mysterio por los Títulos, siendo derrotados. Después fue derrotado por Booker T el 23 de diciembre en SmackDown! y el 25 de diciembre en el Tribute to the Troops. El 30 de diciembre en SmackDown! enfrentó a John Cena por el Campeonato de los Estados Unidos, siendo derrotado.

#### 2005
Duprée participó en el Royal Rumble entrando como el número 17, pero fue eliminado por Chris Jericho. Luego de esto junto a Kenzo Suzuki entrarían en feudo con Charlie Haas & Hardcore Holly, quienes les derrotaron en No Way Out en un combate de Sunday Night Heat. Poco después su equipo con Suzuki se disolvió y el 24 de marzo en SmackDown! enfrentó a Booker T, pero el combate quedó sin resultado, luego que Duprée fuera "sacrificado" por Undertaker (como mensaje a Randy Orton, su rival en WrestleMania 21), quién le atacó y le aplicó una "Tombstone Pelidriver" sobre la escalera metálica. Luego de esto fue sacado de televisión durante un tiempo, trabajando solo en Dark Matches hasta el 28 de abril en SmackDown!, donde hizo su regreso siendo derrotado por el Campeón de la WWE John Cena. Posteriormente Duprée volvió a disputar Dark Matches y apareció esporádicamente en Velocity hasta el 18 de junio, cuando en Velocity se auto-denominó "The French Phenom" y venció por rendición a Mark Jindrak. La siguiente semana en Velocity, Duprée apareció con un nuevo look, luciendo botas negras con sus iniciales, su pelo negro y un bigote estilo de chivo. El 30 de junio, Duprée se convirtió en uno de los cambios de último minuto del Draft suplementario, siendo traspasado desde SmackDown! de regreso a RAW. El 4 de julio en RAW, Duprée re-debutó con su French Phenom gimnick y derrotó a Val Venis. Duprée en sus promos comenzó a referirse a sí mismo como "Simply Phenomenal". Duprée tuvo una racha de victorias contra superestrellas como The Hurricane, Matt Striker y Tajiri antes de sufrir una Hernia a mediados de septiembre que puso en riesgo su carrera. Una vez que Duprée fue autorizado para volver a luchar, WWE le mandó a Ohio Valley Wrestling para que entrenase antes de volver a WWE. Sin embargo en diciembre de 2005, se reveló que Duprée estaba afectado por una hernia recurrente. Más tarde fue operado de la lesión, pero no tuvo éxito. Duprée más tarde regresó a OVW y a la empresa de su padre, Grand Prix Wrestling, formando un equipo con su hermano Jeff, antes comenzar a luchar frecuentemente en Dark Matches en la marca RAW.

#### 2006-2007

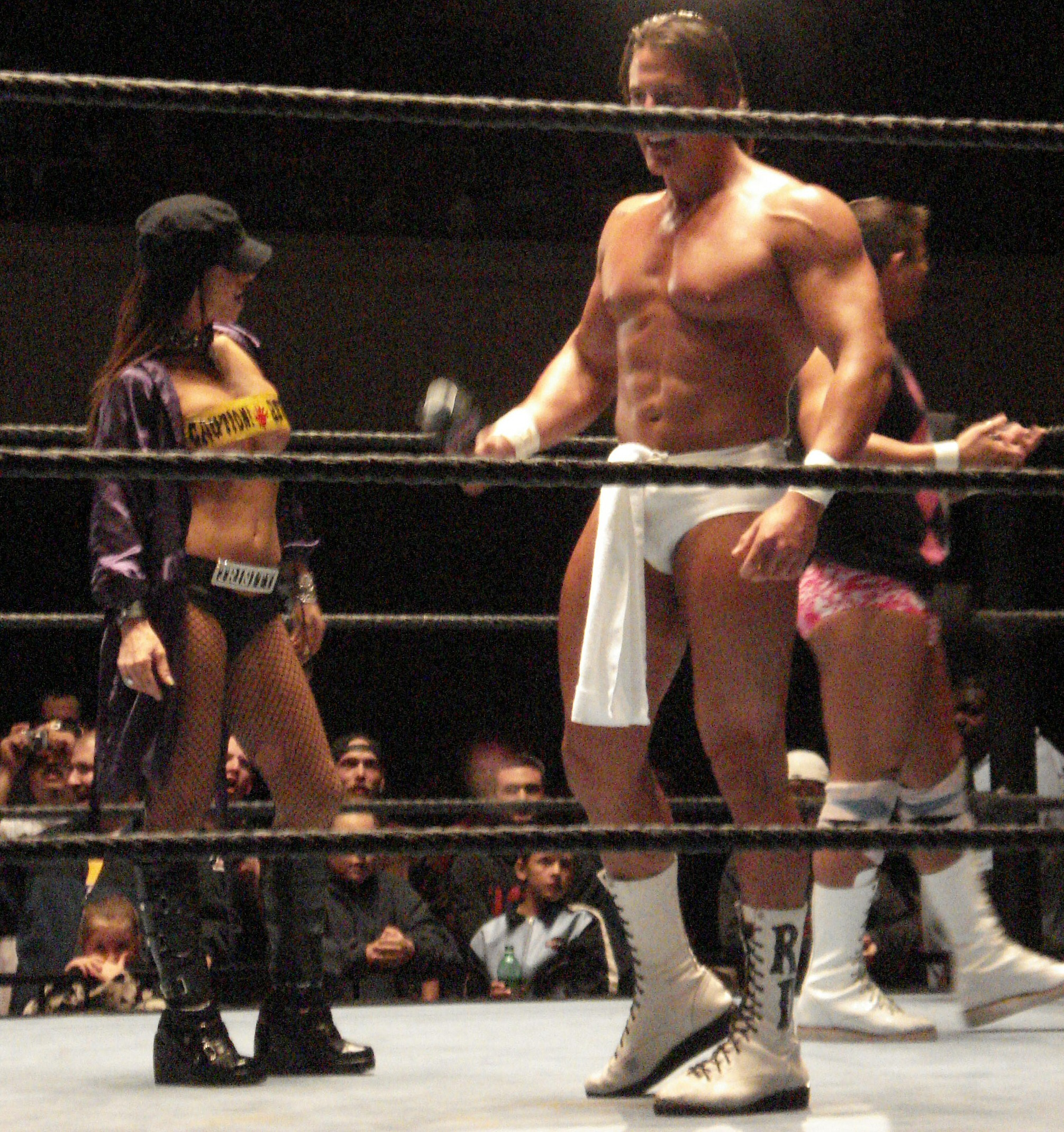
Duprée durante su estancia en ECW.

Luego de estar luchando varios meses en Grand Prix Wrestling, en el territorio de desarrollo Ohio Valley Wrestling y actuando muy seguido en Dark Matches antes de las emisiones de RAW y a inicios de agosto en House Shows en ECW, Duprée finalmente el 8 de agosto volvió a televisión en ECW on Sci Fi con un cabello más largo y afeitado, anunciado que pronto debutaría en su nueva marca. Durante todo agosto Duprée siguió apareciendo en videos de ECW, haciendo ejercicio, posando en espejos y tomándose fotos y durante ese tiempo diciendo que era "El atleta más extremo en la historia de ECW". Duprée debutó en ECW el 12 de septiembre, derrotando a Balls Mahoney. Sin embargo, Duprée sufrió sus 2 primeras derrotas en ECW frente a CM Punk el 10 y 17 de octubre. El 3 de diciembre en December to Dismember, Duprée perdió frente a Stevie Richards en un Dark Match. El 19 de diciembre enfrentó al Campeón Mundial de la ECW Bobby Lashley en un combate no titular, siendo derrotado. El 20 de febrero de 2007 en ECW on Sci Fi, Duprée reformó La Résistance con Sylvain Grenier derrotando a Los Locos, sin embargo la reunión del equipo fue corta luego que Duprée fuera suspendido a inicios de marzo y fuera enviado a rehabilitación al violar la política de salud y biniestar.
Duprée regresó a los rings al nuevo territorio de desarrollo de WWE, Florida Championship Wrestling el 26 de junio de 2007 y venció a Steve Madison. Sin embargo, fue despedido de WWE el 26 de julio por petición propia.

### All Japan Pro Wrestling (2008, 2010-2011, 2013)
Gougen debutó en la All Japan Pro Wrestling el 22 de junio de 2008 como René Duprée, derrotando a Manabu Soya. Durante su corta estancia en la empresa, se unió a los Voodoo Murders, luchando junto a TARU la mayoría de las veces. El 2 de enero de 2010, regresó a la promoción, uniéndose de nuevo a Voodoo Murders. En abril participó en el torneo Champion Carnival, donde sólo ganó una lucha ante Taiyō Kea. El 20 de septiembre de 2010, Dupree & KENSO fueron derrotados por Akebono & Taiyō Kea en un combate por el Campeonato Mundial Unificado en Parejas de la AJPW. Del 20 de noviembre al 7 de diciembre, él y TARU participaron en el torneo World's Strongest Tag Determination League, donde acabaron séptimos de su bloque. El 3 de junio de 2011, el stable se disolvió, suspendiendo la empresa a todos sus miembros, incluido Dupree. Tras esto, se unió al también miembro de Voodoo Murders Joe Doering hasta la salida de René de la empresa. Hizo otra aparición en el evento All Together, que unía a luchadores de All Japan, Noah y New Japan, participando en la Destroyer Cup battle royal. Regresó a la empresa el 27 de mayo de 2013, durante la gira internacional de All Japan, en Cocagne, Nuevo Brunswick, Canadá, derrotando a Seiya Sanada y ganando el Campeonato de Gaora TV.

### Wrestle-1 (2013-presente)
Mientras era el campeón de Gaora TV, Duprée hizo una aparición sorpresa en el evento inaugural de Wrestle-1 (empresa que nació tras la partida de talentos de All Japan) el 8 de septiembre de 2013, haciendo equipo con Zodiac en el evento principal de la noche, perdiendo ante Bob Sapp & Keiji Mutoh. Tres días después, anunció que lucharía en Wrestle-1, devolviendo el campeonato a All Japan.

## En lucha
- Movimientos finales
  - Bonaparte Bomb' (HUSTLE) / Voodoo Bomb[29] /Duprée Bomb (WWE / Independent circuit) (Sitout scoop slam piledriver)
  - Bonne Nuit (Cobra clutch) - 2005
  - Cobra clutch slam - 2006
  - Loire Valley Driver (Death Valley driver)

- Movimientos de firma
  - Bridging cradle suplex
  - Double knee backbreaker
  - French Tickler (Pas de basque followed by a pointed elbow drop to the opponent's head)
  - Release powerbomb - 2004
  - Running neckbreaker
  - Standing or a spinning spinebuster

- Mánagers
  - Hiroko
  - Dawn Marie

## Campeonatos y logros

### Culturismo
- Mr. Canada Bodybuilding National Champion (2001)

### Lucha libre profesional
- All Japan Pro Wrestling

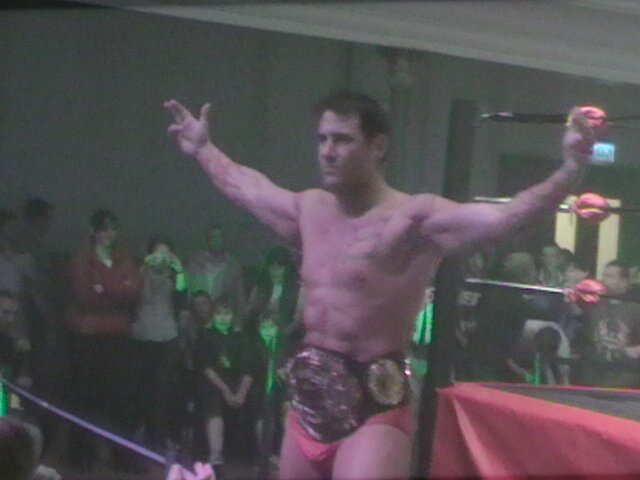
Rene como Campeón Peso Pesado de AWR en 2009

  - AJPW Gaora TV Championship (1 vez)[30]
- American Wrestling Rampage
  - AWR Heavyweight Championship (2 veces)[31]
  - AWR No Limits Championship (1 vez)[32]
- Canadian Wrestling Federation
  - CWF Tag Team Championship (1 vez) – con Sylvain Grenier[33]
- Federation de Lutte Quebecoise
  - FLQ Tag Team Championship (1 vez) – con The Beast King FTM[34]
- Great North Wrestling
  - GNW Canadian Championship (1 vez)[35]

- Pro Wrestling NOAH
  - GHC Tag Team Championship (2 veces) – con El Hijo de Dr. Wagner Jr.[36]
  - Global Tag League (2020) – con El Hijo de Dr. Wagner Jr.[37]
- Southside Wrestling Entertainment
  - SWE Championship (1 vez)[38]
- World Wrestling Entertainment
  - WWE World Tag Team Championship (1 vez) - con Sylvain Grenier[39][40]
  - WWE Tag Team Championship (1 vez) - con Kenzo Suzuki[41][42]

- Wrestling Observer Newsletter
  - WON Peor equipo - 2003, con Sylvain Grenier